# Copa del Generalíssim de futbol 1956-57
La Copa del Generalíssim de futbol 1956-57 va ser la 53ena edició de la Copa d'Espanya.

## Vuitens de final
28 d'abril i 1 de maig.
| Equip 1                 | Global | Equip 2                   | Anada | Tornada |
| ----------------------- | ------ | ------------------------- | ----- | ------- |
| UD Las Palmas           | 1-5    | Reial Madrid CF           | 1-4   | 0-1     |
| RC Celta de Vigo        | 1-0    | CD Comtal                 | 1-0   | 0-0     |
| Club Atlético de Madrid | 3-13   | FC Barcelona              | 2-5   | 1-8     |
| Reial Saragossa         | 1-1    | Reial Societat            | 0-0   | 1-1     |
| València CF             | 2-1    | Sevilla CF                | 2-0   | 0-1     |
| Real Jaén CF            | 0-2    | RC Deportivo de La Coruña | 0-1   | 0-1     |
| RCD Espanyol            | 3-0    | Athletic Club             | 3-0   | 0-0     |
| CA Osasuna              | 4-7    | Reial Valladolid          | 1-1   | 3-6     |

- Desempat

| Equip 1         | Marcador | Equip 2        |
| --------------- | -------- | -------------- |
| Reial Saragossa | 0-1      | Reial Societat |

## Quarts de final
12 i 19 de maig.
| Equip 1                   | Global | Equip 2          | Anada | Tornada |
| ------------------------- | ------ | ---------------- | ----- | ------- |
| RCD Espanyol              | 3-2    | RC Celta de Vigo | 2-1   | 1-1     |
| Reial Madrid CF           | 3-8    | FC Barcelona     | 2-2   | 1-6     |
| Reial Valladolid          | 1-4    | València CF      | 1-1   | 0-3     |
| RC Deportivo de La Coruña | 1-7    | Reial Societat   | 0-0   | 1-7     |

## Semifinals
2 i 9 de juny.
| Equip 1        | Global | Equip 2      | Anada | Tornada |
| -------------- | ------ | ------------ | ----- | ------- |
| RCD Espanyol   | 2-1    | València CF  | 1-0   | 1-1     |
| Reial Societat | 2-10   | FC Barcelona | 1-5   | 1-5     |

## Final
| FC Barcelona | 1 - 0 | RCD Espanyol |
| ------------ | ----- | ------------ |
| Sampedro 80' |       |              |

## Campió
| Campions de la Copa d'Espanya 1957 |
| ---------------------------------- |
| Futbol Club Barcelona 13è títol    |